# Bombardeo de Aljanli
El bombardeo de Aljanli o la tragedia de Aljanli (en azerí: Alxanlı faciəsi) fue el bombardeo de una casa en la aldea de Aljanli en el raión de Fuzuli de Azerbaiyán por las Fuerzas Armadas de Armenia con artillería de 82 mm y 120 mm el 4 de julio de 2017. Como resultado del bombardeo, 51 años La anciana civil azerbaiyana Sahiba Guliyeva y su nieta de 18 meses, Zahra Guliyeva, murieron. Además, otra mujer, Sarvinaz Guliyeva, de 52 años, resultó gravemente herida, pero sobrevivió.

## Reacciones
Ambas partes se acusaron mutuamente de violar el alto el fuego. El ministro de Relaciones Exteriores de Armenia, Shavarsh Kocharyan, afirmó que Azerbaiyán era responsable de todas las bajas debido a "las continuas provocaciones militares contra Alto Karabaj". Las autoridades locales de la autoproclamada República de Nagorno-Karabaj afirmaron que Azerbaiyán disparó desde posiciones cercanas a los edificios residenciales de Aljanli. El portavoz del Ministerio de Defensa de Azerbaiyán, Vagif Dargahli, negó estas afirmaciones y afirmó que no había ningún cuartel general militar ni posiciones de tiro en Aljanli en el momento del bombardeo. El 6 de julio de 2017, las autoridades estatales y locales de Azerbaiyán organizaron una visita de agregados militares extranjeros acreditados en Azerbaiyán y representantes de medios de comunicación extranjeros a Aljanli. El Ministerio de Relaciones Exteriores de Turquía, el embajador de Irán en Azerbaiyán, los senadores y parlamentarios del Reino Unido y Rusia condenaron a la parte armenia por lanzar ataques contra la población civil.